# 海藻酸

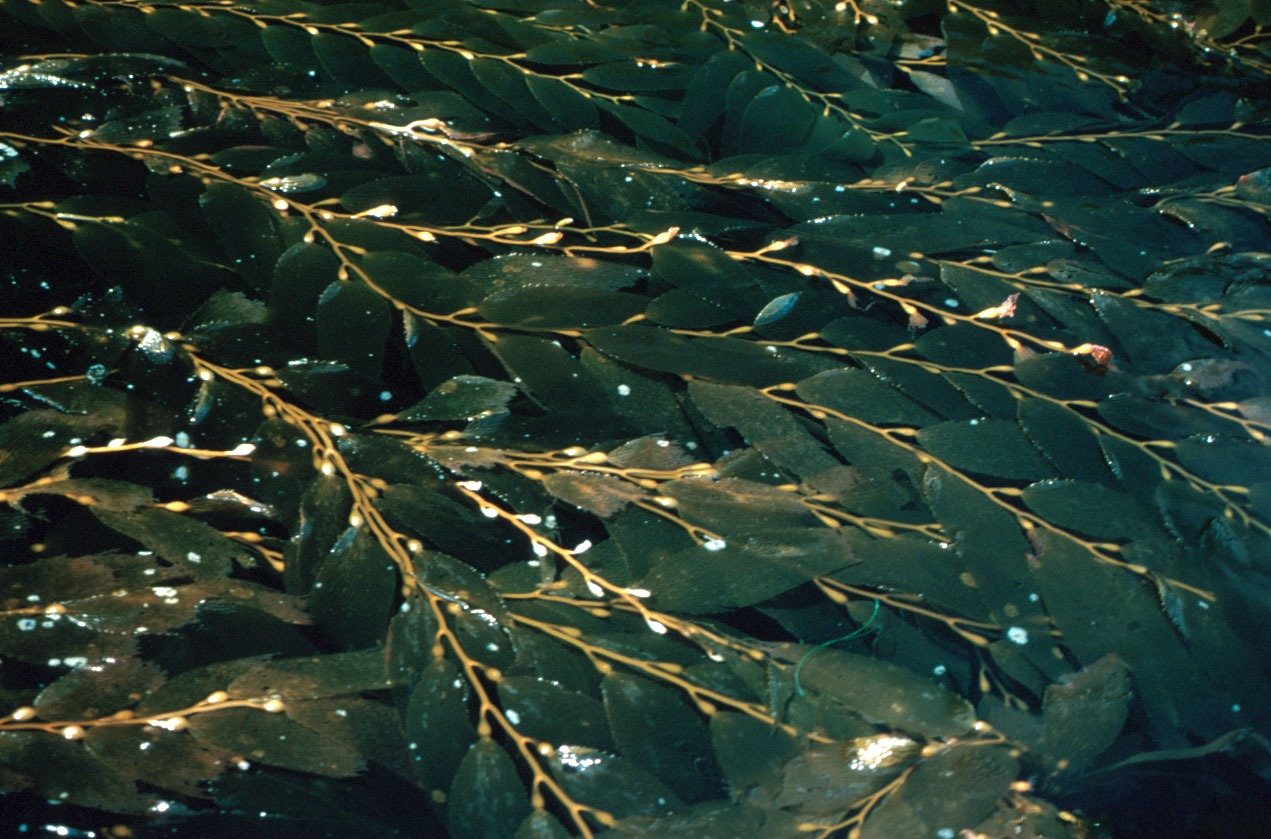
巨藻是海藻酸的来源之一

海藻酸（alginic acid）又称藻胶（algin），是存在于褐藻细胞壁中的一种天然多醣。通常純品为白色到棕黄色纤维、颗粒或粉末。海藻酸易与阳离子形成凝胶，称为藻酸盐（alginate），如海藻酸钠等。海藻酸有许多异名，如：藻酸、褐藻酸、海藻胶、褐藻胶、海藻素。

## 结构
海藻酸是由单糖醛酸线性聚合而成的多糖，单体为β-D-甘露醛酸（M）和
α-L-古罗糖醛酸（G）。M和G单元以M-M，G-G或M-G的组合方式通过1，4糖苷键相连成为嵌段共聚物。海藻酸的实验式为(C6H8O6)n，分子量范围从1万到60万不等。

## 制备
常见的褐藻酸如海带、马尾藻、泡叶藻、巨藻都是海藻酸的主要来源。海藻用氢氧化钠处理后抽提液与硫酸等强酸反应制得海藻酸。固氮菌和伪单胞菌也可以用于生物合成海藻酸，通常细菌合成的海藻酸可以产生微米级或纳米级结构用于生物医学工程领域。

## 使用

### 工业
海藻酸可以快速的吸收水分，可以在造纸和纺织行业中用作脱水剂和上浆剂。它的主要功用是以海藻酸钠或海藻酸钾的形式在食品工业和日用化学品工业中被用作乳化剂或增稠剂，是冰淇淋、奶昔等食品及化妆品的常见成分。

### 医药
在制药业中，海藻酸是常用的辅料：它的粘性使它成为片剂的粘合剂；由于它遇水膨胀，又被用作崩解剂将片剂分散在人体内；或是用作分散剂分散有效成分到液体中成为悬浊液；海藻酸盐被用作药物缓释剂。牙科用它来替代石膏及橡胶，制作牙模。海藻酸本身可以作为吸收剂来治疗重金属中毒。